# コルチャク文化
コルチャク文化（英語:Korchak culture）は、5世紀から7世紀にかけて続いたプラハ・ペンコフ・コロチン文化複合 のうちの西方文化であるプラハ文化を、ズデーテン山地とベスキディ山脈の稜線をむすぶ線でおおまかに分けて南群と北群に二分したときの北群の文化を指す。ポーランドを中心に、ウクライナ西部にまで広がる。この二分法の場合も南群を単にプラハ文化と呼ぶので注意。
南群との文化的差異はほとんどないため、考古学的には両者をひとまとめにして「プラハ文化」と呼ばれることが多い。しかし時を経るごとに両者の間で政治的な流れが分かれてきていることと、この時代には考古学的な遺物に加えて歴史的な記録物が資料として残されているため、特に歴史学の分野との連携では両者を分けて扱うことも多い。
詳細はプラハ文化の記事を参照。